# Церква Воскресіння Господнього (Товстий Ліс)
Храм Воскресіння Господнього — втрачена пам'ятка української дерев'яної архітектури 2-ї половини ΧVIII століття в селі Товстий Ліс, Іванківського району Київської області.
Перша писемна згадка про село Товстий Ліс датована 1427 роком. Село згадане у грамоті великого князя Вітовта про подарунок села Миколаївському монастирю.
Лаврентій Похилевич зазначав, що 1570 року частина села, що звалися Селивінщина, була надана Києво-Михайлівському монастирю Київським воєводою Андрієм Немировичем.
Коли було споруджено першу церкву у селі, невідомо. На деяких іконах храму був зазначений 1731 рік, тож церква існувала щонайменше з XVII століття. А оскільки село згадане ще 1427 року, церква могла існувати з більш давніх часів.
Нова дерев'яна церква була збудована у 1760 році коштами парафіян. Це була чудова церква епохи козацького бароко, 3-верха, зведена без жодного цвяха. Головний купол мав світлові вікна, інші були глухими. Церква була тризрубна (тридільна). У 1897 році до бабинця церкви було прибудовано квадратну у
плані 2-ярусну дзвіницю.
Кількість парафіян становила: 1681 особа, також у парафії мешкало 20 римо-католиків (1882), 4532 особи, також у парафії мешкало 87 римо-католиків (1913).
1913 року до парафії належали села: Буда, Буряківка, Нова Красниця, Річиця, Рудьки, Стара Красниця.
Це була видатна пам'ятка архітектури. На момент проголошення Україною незалежності це був єдиний храм Київського Полісся, який належав до XVIII століття, усі інші було знищено у радянський час. Після аварії на ЧАЕС храм був покинутий. У храмі існували розписи ХІХ століття.
Церква згоріла під час пожежі села 26 квітня 1996 року, у 10 роковини аварії на ЧАЕС. Існує декілька версій того, як сталася пожежа. Одна з версій вважає винними у пожежі колишніх жителів села. Інша говорить, що це був зумисний підпал села.
Деякі ікони і окремі церковні речі збереглися. Тепер вони зберігаються в церковному музеї при Свято-Іллінській церкві в Чорнобилі.
Метричні книги за 1770—1916 роки зберігаються у Центральному державному історичному архіві України.